# Ziua sacrificiului
Ziua sacrificiului (în turcă Gelin, în traducere „Mireasa”) este un film dramatic turcesc din 1973. scris și regizat de Ömer Lütfi Akad⁠(d). Acest film, care prezintă drama unei tinere femei care se mută împreună cu soțul și cu copilul bolnav la Istanbul, este primul dintr-o trilogie despre migrația internă din Turcia, fiind urmat de Düğün (1974) și Diyet (1975).
Ziua sacrificiului a câștigat trei premii (inclusiv premiul pentru cel mai bun film) la ediția a V-a a Festivalului Internațional de Film „Bolul de aur” de la Adana, a fost votat drept unul dintre cele mai bune 10 filme turcești de către Asociația de Cinematografie din Ankara.

## Rezumat
O femeie tânără pe nume Meryem se mută, împreună cu soțul Veli și cu copilul mic Osman, de la Yozgat la familia soțului ei din Istanbul pentru a avea o viață mai bună. Hacı İlyas, capul familiei, a deschis acolo o băcănie și este ajutat în activitatea sa de fiii săi, Veli și Hıdır. Vânzările sunt în creștere, iar familia începe să economisească bani pentru a deschide un magazin mai mare.
Un medic descoperă că Osman are o boală de inimă și îi spune femeii că fiul ei trebuie operat pentru a se însănătoși, riscând să moară în caz contrar. Rudele soțului ei amână în mod constant să o ajute pe Meryem pentru că au nevoie de bani pentru noul magazin pe care tocmai l-au deschis. În cele din urmă, Osman moare în Ziua sacrificiului, o sărbătoare locală, iar femeia face un gest disperat.

## Distribuție
- Hülya Koçyiğit⁠(d) — Meryem, soția lui Veli
- Kerem Yılmazer⁠(d) — Veli, soțul lui Meryem
- Kahraman Kıral — Osman, fiul lui Veli și al lui Meryem
- Ali Șen — Hacı İlyas, tatăl lui Veli
- Kamran Usluer⁠(d) — Hıdır, fratele lui Veli
- Aliye Rona⁠(d) — Ana, mama lui Veli
- Nazan Adalı — Naciye
- Seden Kızıltunç — Güler

## Lansare

### Proiecții la festivaluri
- Festivalul Internațional de Film „Bolul de aur” de la Adana (ediția a V-a)
- Festivalul Internațional de Film de la Karlovy Vary (ediția a XXXIX-a)[3]
- Festivalul de film BFI de la Londra din 2014

## Recepție

### Premii
- Ediția a V-a a Festivalului Internațional de Film „Bolul de aur” de la Adana.
  - Cel mai bun film
  - Cel mai bun actor în rol secundar
  - Cea mai bună actriță în rol secundar